# 28 november
28 november är den 332:a dagen på året i den gregorianska kalendern (333:e under skottår). Det återstår 33 dagar av året.

## Återkommande bemärkelsedagar

### Nationaldagar
- Albaniens nationaldag.
- Mauretaniens nationaldag.
- Östtimors nationaldag.

## Namnsdagar

### I den svenska almanackan
- Nuvarande – Malte
- Föregående i bokstavsordning
  - Malkolm – Namnet infördes 1901 på 28 mars, men flyttades 1993 till dagens datum och 2001 tillbaka till 28 mars.
  - Malte – Namnet infördes på dagens datum 1901 och har funnits där sedan dess.
  - Malvina – Namnet infördes på dagens datum 1986, men utgick 1993.
  - Mia – Namnet infördes på dagens datum 1986, men flyttades 1993 till 2 februari och utgick 2001.
  - Sosthenes – Namnet fanns, till minne av en Paulus lärjungar, på dagens datum före 1773, då det utgick.
  - Sten – Namnet infördes på dagens datum 1773, men flyttades 1901 till 14 december och har funnits där sedan dess.
- Föregående i kronologisk ordning
  - Före 1773 – Sosthenes
  - 1773–1900 – Sten
  - 1901–1985 – Malte
  - 1986–1992 – Malte, Malvina och Mia
  - 1993–2000 – Malte och Malkolm
  - Från 2001 – Malte
- Källor
  - Brylla, Eva (red.). Namnlängdsboken. Gjøvik: Norstedts ordbok, 2000 ISBN 91-7227-204-X
  - af Klintberg, Bengt. Namnen i almanackan. Gjøvik: Norstedts ordbok, 2001 ISBN 91-7227-292-9

### Finlandssvenska almanackan
- Nuvarande från 2020[1] – Sten, Malte
- I föregående revideringar[a][2]
  - 1929–2019 – Sten

## Händelser
- 1443 – Den albanske fältherren och nationalhjälten Skanderbeg utropar det oberoende albanska furstendömet Arberien.
- 1520 – Fernão de Magalhães når Stilla havet.
- 1905 – Sinn Féin grundas.
- 1908 – En kolgruveexplosion i Marianna, Pennsylvania kräver 154 dödsoffer.
- 1912 – Albanien förklarar sig självständigt från Osmanska riket.[3]
- 1925 – Radioprogrammet Grand Ole Opry premiärsänds från Nashville, Tennessee.
- 1928 – Mustafa Kemal Atatürk inför det latinska alfabetet för att skriva turkiska.
- 1929 – Första flygningen över sydpolen.
- 1935 – Första elektriska tåget kör sträckan Krylbo–Bollnäs.
- 1940 – Den första tv-sändningen på försök i Sverige.
- 1942 – Norska judar deporteras till Polen.
- 1943 – Teherankonferensen med deltagande av Franklin D. Roosevelt, Winston Churchill och Josef Stalin.
- 1958 – Tchad blir en autonom republik inom Franska samväldet.[4]
- 1960 – Mauretanien blir självständigt från Frankrike.[5]
- 1966 – Kungariket Burundi avskaffas, och ersätts av Republiken Burundi.[6]
- 1967 – FN:s generalförsamling beslutar ännu en gång att neka Kina medlemskap.
- 1975 – Östtimor blir självständigt från Portugal.
- 1983 – Då rymdfärjan Columbia lyfter blir tysken Ulf Merbold den förste icke-amerikan att följa med en rymdfärja ut i rymden.
- 1990 – Margaret Thatcher tvingas att avgå som brittisk premiärminister och partiledare för Konservativa partiet sedan hon inte längre har tillräckligt stöd inom partiet.
- 1994 – Norge röstar nej till medlemskap i Europeiska unionen.
- 1995 – 25-åriga Annika Sörenstam får priset för årets bästa svenska sportprestation.

## Födda
- 1118 – Manuel I Komnenos, bysantinsk kejsare.
- 1489 – Margareta Tudor, drottning av Skottland (1503–13; gift med Jakob IV).
- 1592 – Hung Taiji, manchuisk monark, den förste kejsaren av Qingdynastin.
- 1607 – Pietro Sforza Pallavicino, italiensk kardinal och historiker.
- 1632 – Jean-Baptiste Lully, italiensk-fransk tonsättare.
- 1700 – Sofia Magdalena av Brandenburg-Kulmbach, drottning av Danmark och Norge (1730–46), gift med Kristian VI.
- 1718 – Hedvig Charlotta Nordenflycht, svensk författare.
- 1757 – William Blake, brittisk poet och målare.
- 1772 – Luke Howard, brittisk apotekare och amatörmeteorolog, namngav olika molntyper.
- 1792 – Victor Cousin, fransk filosof och politiker.
- 1793 – Carl Jonas Love Almqvist, svensk författare, poet, kompositör, skolman, romantiska prosaverk.
- 1811 – Oskar Patrik Sturzen-Becker (känd som ”Orvar Odd”), poet.
- 1820 – Friedrich Engels, tysk socialist och medarbetare till Karl Marx.
- 1822
  - Robert H. May, amerikansk affärsman och politiker.
  - George E. Pugh, amerikansk demokratisk politiker, senator (Ohio).
- 1829 – Anton Rubinstein, rysk pianist, dirigent och kompositör.
- 1837 – John Wesley Hyatt, amerikansk uppfinnare.
- 1857 – Alfons XII av Spanien, kung (1874–85).
- 1865 – Robert E. Lee Allen, amerikansk demokratisk politiker, kongressrepresentant (West Virginia).
- 1878 – Peder Kolstad, norsk politiker, statsminister (1931–32).
- 1880 – Aleksandr Blok, rysk poet.
- 1881 – Stefan Zweig, österrikisk författare.
- 1887 – Ernst Röhm, tysk nazistisk politiker, ledare för SA.
- 1892 – Rudolf Wendbladh, svensk skådespelare, regissör och teaterchef.
- 1897 – David Gomér, svensk hemmansägare och centerpartistisk politiker.
- 1901 – Edwina Mountbatten, född Ashley, socialist och filantrop.
- 1903 – J. Howard McGrath, amerikansk demokratisk politiker, senator (Rhode Island).
- 1904
  - James Eastland, amerikansk politiker, senator (Mississippi).
  - Nancy Mitford, brittisk författare och levnadstecknare.
- 1907 – Alberto Moravia, italiensk författare.
- 1923 – Gloria Grahame, amerikansk skådespelare.
- 1924 – Johanna Döbereiner, brasiliansk agronom.
- 1927 – Gullan Bornemark, svensk textförfattare, kompositör, musiker och musikpedagog.
- 1932 – Anders Öhrwall, svensk dirigent.
- 1933
  - Joe Knollenberg, amerikansk politiker.
  - Hope Lange, amerikansk skådespelare.
- 1936 – Gary Hart, amerikansk demokratisk politiker, senator (Colorado).
- 1941 – Laura Antonelli, skådespelare.
- 1942 – Eric Shinseki, amerikansk pensionerad fyrstjärnig general; USA:s arméstabschef (1999-2003) och USA:s veteranminister (2009–14).
- 1943 – Randy Newman, amerikansk sångare, kompositör och musiker.
- 1945 – Azar Habib, libanesisk sångare.
- 1947 – Gustav Hasford, amerikansk författare.
- 1949 – Paul Shaffer, kanadensisk musiker och komiker.
- 1950
  - Ed Harris, amerikansk skådespelare
  - Russell A. Hulse, amerikansk astronom och fysiker, mottagare av Nobelpriset i fysik 1993
- 1953 – Alistair Darling, brittisk parlamentsledamot för Labour
- 1962 – Matt Cameron, amerikansk musiker, trummis i Soundgarden (1986–97)
- 1964 – Michael Bennet, amerikansk demokratisk politiker, senator (Colorado)
- 1967 – Anna Nicole Smith, amerikansk modell, skådespelare och författare
- 1971 – Gylve Fenris Nagell, norsk musiker, medlem i Darkthrone
- 1974 – apl.de.ap, (Allan Pineda Lindo) hiphopmusiker bildade The Black Eyed Peas med will.i.am
- 1977 – Fabio Grosso, italiensk fotbollsspelare
- 1978 – Erik Niva, svensk sportjournalist och författare
- 1992 – Adam Hicks, amerikansk skådespelare
- 1995 – Anton Levtchi, finländsk ishockeyspelare

## Avlidna
- 146 f.Kr. – Gentius, den siste kungen av Illyrien
- 741 – Gregorius III, påve sedan 731
- 1290 – Eleonora av Kastilien, drottning av England sedan 1272 (gift med Edvard I)
- 1680 – Giovanni Lorenzo Bernini, 81, italiensk skulptör, arkitekt och målare
- 1794 – Cesare Beccaria, 56, italiensk filosof
- 1859 – Washington Irving, 76, amerikansk författare
- 1870 – Frédéric Bazille, 28, fransk målare, tidig impressionist
- 1872 – Mary Somerville, 91, brittisk författare, astronom och matematiker
- 1899 – Virginia di Castiglione, 62, italiensk grevinna, känd för sitt förhållande med Napoleon III och sin roll i fotografins historia
- 1904 – Alexander Lagerman, 68, svensk ingenjör och uppfinnare
- 1906 – Oskar Andersson, 29, svensk skämt- och serietecknare
- 1913 – Richert Vogt von Koch, 74, svensk militär och författare
- 1927 – John W. Griggs, 78, amerikansk republikansk politiker, USA:s justitieminister 1898–1901
- 1936 – Fredrik Fåhræus, 74, domprost i Västerås och riksdagsman
- 1939 – James Naismith, 78, amerikansk upphovsman till basketboll
- 1945 – Dwight F. Davis, 66, amerikansk politiker och tennisspelare
- 1947 – Philippe Leclerc, 45, fransk militär
- 1949 – Marga Riégo, 54, svensk skådespelare
- 1954 – Enrico Fermi, 53, italiensk fysiker, mottagare av Nobelpriset i fysik 1938
- 1960
  - Dirk Jan de Geer, 89, konservativ nederländsk politiker, premiärminister 1926–1929 och 1939–1940
  - Richard Wright, 52, amerikansk författare
- 1961 – Harry Persson, 55, svensk skådespelare och sångare
- 1962 – Vilhelmina, 82, drottning av Nederländerna 1890–1948
- 1968 – Enid Blyton, 71, brittisk författare av barn- och ungdomsböcker
- 1972 – Sibylla av Sachsen-Coburg-Gotha, 64, tysk och svensk prinsessa, hertiginna av Västerbotten, kung Carl XVI Gustafs mor
- 1973 – Knut G. Ewerlöf, 83, svensk politiker (h), konsultativt statsråd 1941–1945
- 1974 – Ullacarin Rydén, 48, svensk skådespelare
- 1978 – Carlo Scarpa, 72, italiensk arkitekt och designer
- 1990 – Paco Godia, 69, spansk racerförare
- 1993 – Kenneth Connor, 75, brittisk skådespelare
- 1994 – Jeffrey Dahmer, 34, amerikansk seriemördare
- 1999 – Hsing-Hsing, jättepanda.
- 2001 – Gunnar Hellström, svensk skådespelare och regissör.
- 2004
  - Marianne Nielsen, svensk skådespelare.
  - Enok Sarri, samisk väderspåman.
- 2006 – Max Merkel, 87, tysk-österrikisk fotbollsspelare och tränare.
- 2008 – John Harryson, 82, svensk skådespelare.
- 2010 – Leslie Nielsen, 84, amerikansk skådespelare.
- 2011 – Ante Marković, 87, kroatisk politiker och ekonom, Jugoslaviens siste premiärminister 1989–91.
- 2012 – Knut Ahnlund, 89, svensk författare, litteraturvetare, översättare och kritiker, ledamot av Svenska Akademien.
- 2013 – Danny Wells, 72, kanadensisk skådespelare.
- 2014 – Hans L. Zetterberg, 87, svensk sociolog och chefredaktör (Svenska Dagbladet).
- 2018
  - Åke Arenhill, 98, svensk konstnär.
  - Robert Morris, 87, amerikansk konstnär inom minimalismen.
- 2019 – Jan Nygren, 85, svensk skådespelare.
- 2020 – David Prowse, 85, brittisk skådespelare.